# Municipio de Töreboda
Töreboda (en sueco: Töreboda kommun) es un municipio en la provincia de Västra Götaland, al suroeste de Suecia. Su sede se encuentra en la localidad de Töreboda. El municipio actual se formó en 1971 cuando la ciudad de mercado (köping) de Töreboda (instituida en 1909) se fusionó con Moholm y partes de Undenäs y Hova.

## Localidades
Hay tres áreas urbanas (tätort) en el municipio:
| # | Tätort   | Población |
| - | -------- | --------- |
| 1 | Töreboda | 4673      |
| 2 | Moholm   | 606       |
| 3 | Älgarås  | 391       |